# کولوین بی
کولوین بی (به انگلیسی: Colwyn Bay) یک شهرک در ولز است که در شهرستان مستقل کانوی واقع شده‌است. کولوین بی ۳۱٬۳۵۳ نفر جمعیت دارد.